# Kia Picanto BA/SA
Der Kia Picanto, auch Kia Morning (Hangeul: 기아 모닝), ist ein fünftüriger, viersitziger (in der Importversion fünfsitziger) Kleinstwagen mit Steilheck des südkoreanischen Autoherstellers Kia Motors.
Die Einführung in Deutschland erfolgte im April 2004. Der Modellname in Korea lautet Morning (der Morgen). Es gab zwei lieferbare Ausstattungsvarianten: die LX- und die besser ausgestattete EX-Variante. Laut Herstellerangabe hat das Fahrzeug den größten Innenraum seiner Klasse. In Deutschland mit zwei verschiedenen Motoren zur Wahl: ein Otto- und ein Dieselmotor. Im Dezember 2007 erhielt er eine Modellpflege. Mit dieser verschwand auch die Dieselvariante aus dem Programm.

## Beschreibung
Das Fahrzeug gewann zahlreiche Vergleichstests gegen direkte Konkurrenten, wie etwa den Fiat Panda. Aber auch gegen etwas größere Wagen, wie den VW Polo, trug er in einem Test der Auto Bild einen Sieg davon. In allen Tests wurden Bremsen, Fahrwerk, Verarbeitung, Material und das Raumangebot (auch im Fond) sehr gelobt, die Kofferraumgröße fand indes mit nur 105/127 Litern keinen Beifall. Der ADAC schloss seinen Test mit den Worten: „unbedingt empfehlenswert“. Ein annähernd gleich ausgestatteter Volkswagen Fox, den es aber nur als Dreitürer gibt, kostete nach Listenpreis rund 3.500 € mehr als ein Picanto EX. Daher wurde der Picanto oftmals als Preisbrecher bezeichnet. KIAs aggressive Preisgestaltung ist offenbar darauf zurückzuführen, dass eine Erhöhung der Marktanteile in Deutschland angestrebt wird. In der Regel zahlt der Kunde bei KIA oft deutlich weniger als den Listenpreis.

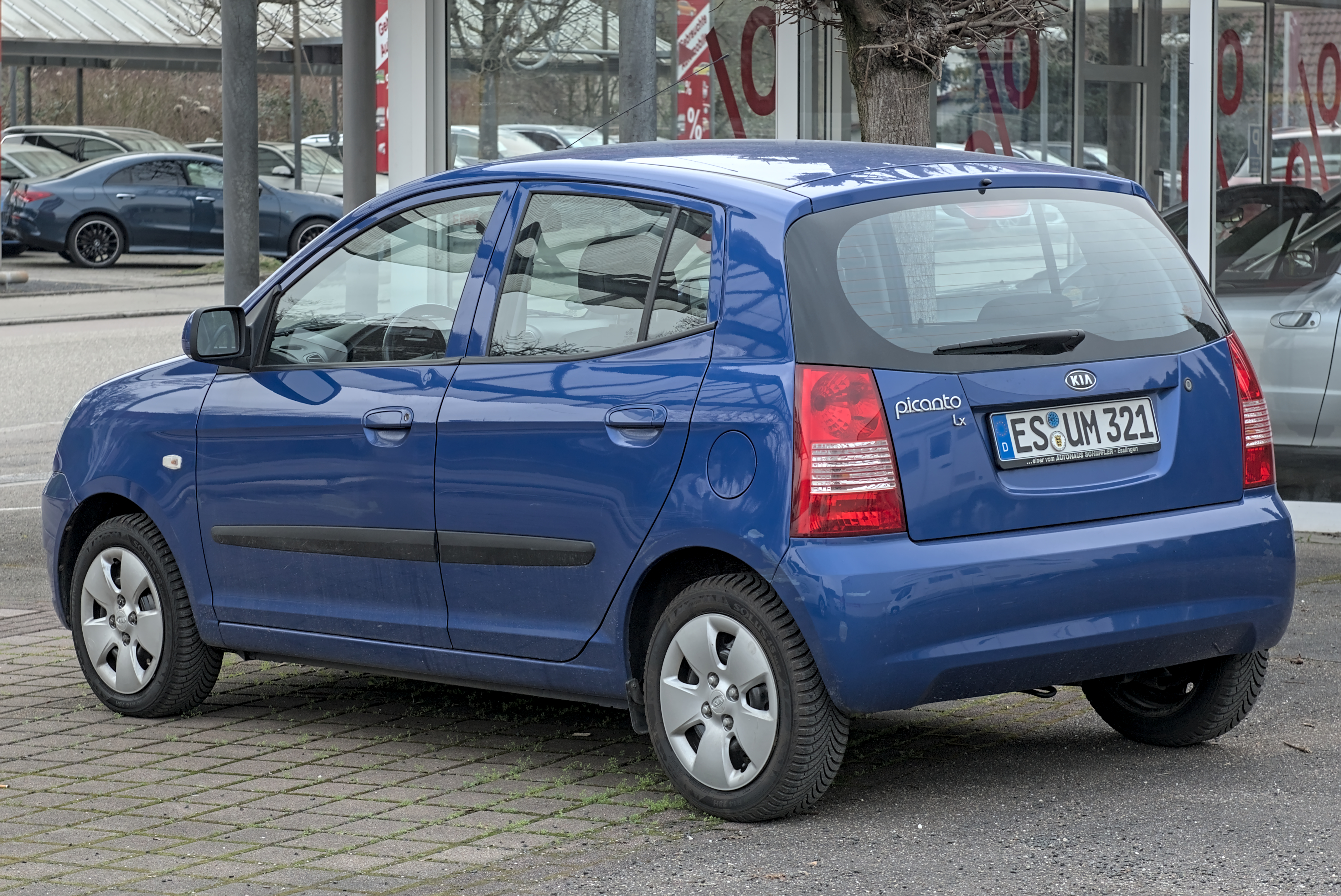
Heckansicht
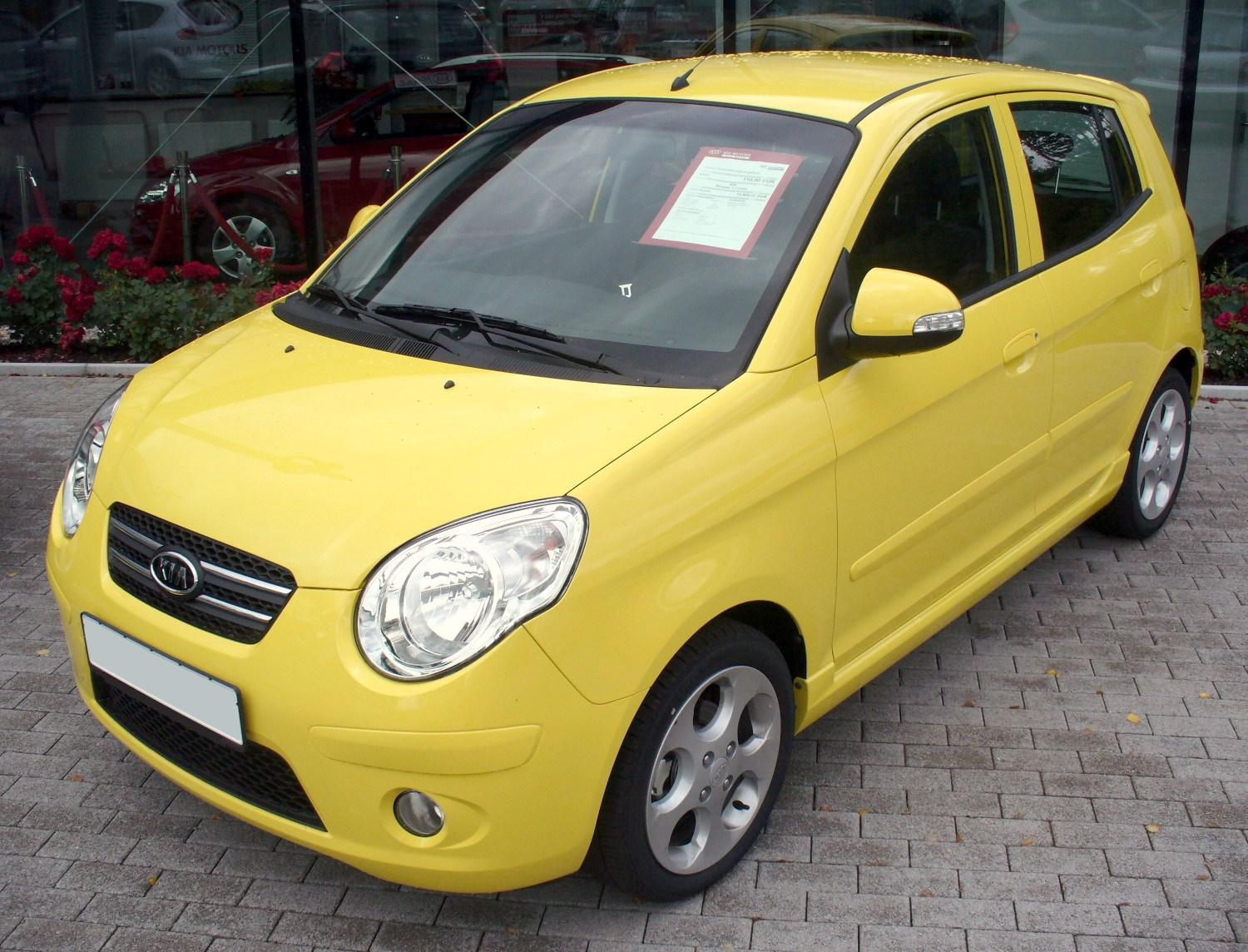
Kia Picanto (2007–2011)
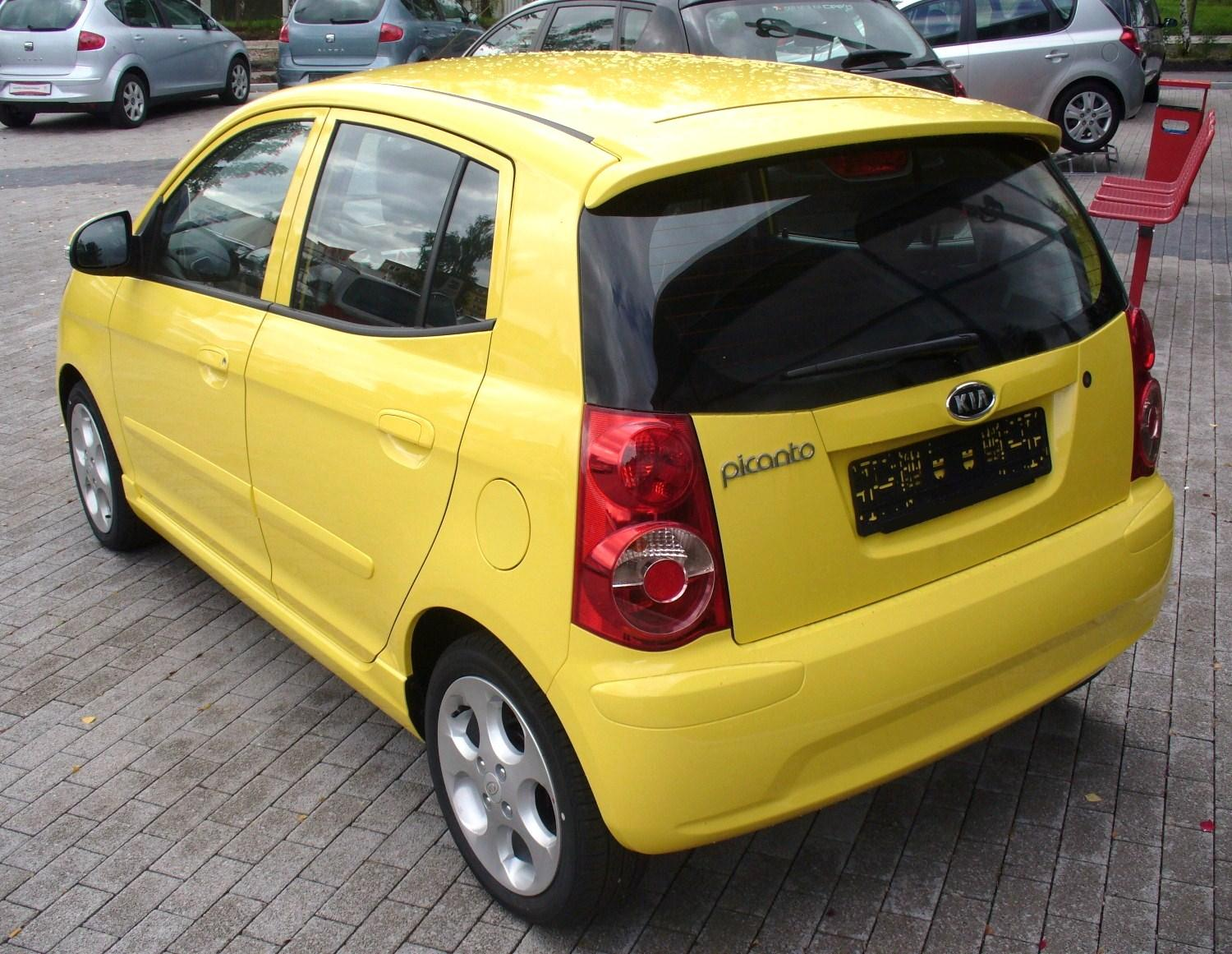
Heck des überarbeiteten Picanto

## Geschichte
Der Vorgänger des KIA Picanto war der KIA Pride (1989 bis 2000). Im Gegensatz zum Pride gibt es den Picanto nicht in einer Kombiversion. Zur Einführung in Deutschland, die gleichzeitig mit dem ersten Kinofilm der Comicfigur Garfield stattfand, wurden einige Vorführwagen mit großformatigen Aufklebern Garfields versehen; drei von ihnen wurden von FOX in Deutschland verlost. KIA bot dieses Aufkleberset zum Preis von 200 € (inkl. Anbringung) auch für Privatkunden zum Nachrüsten an.

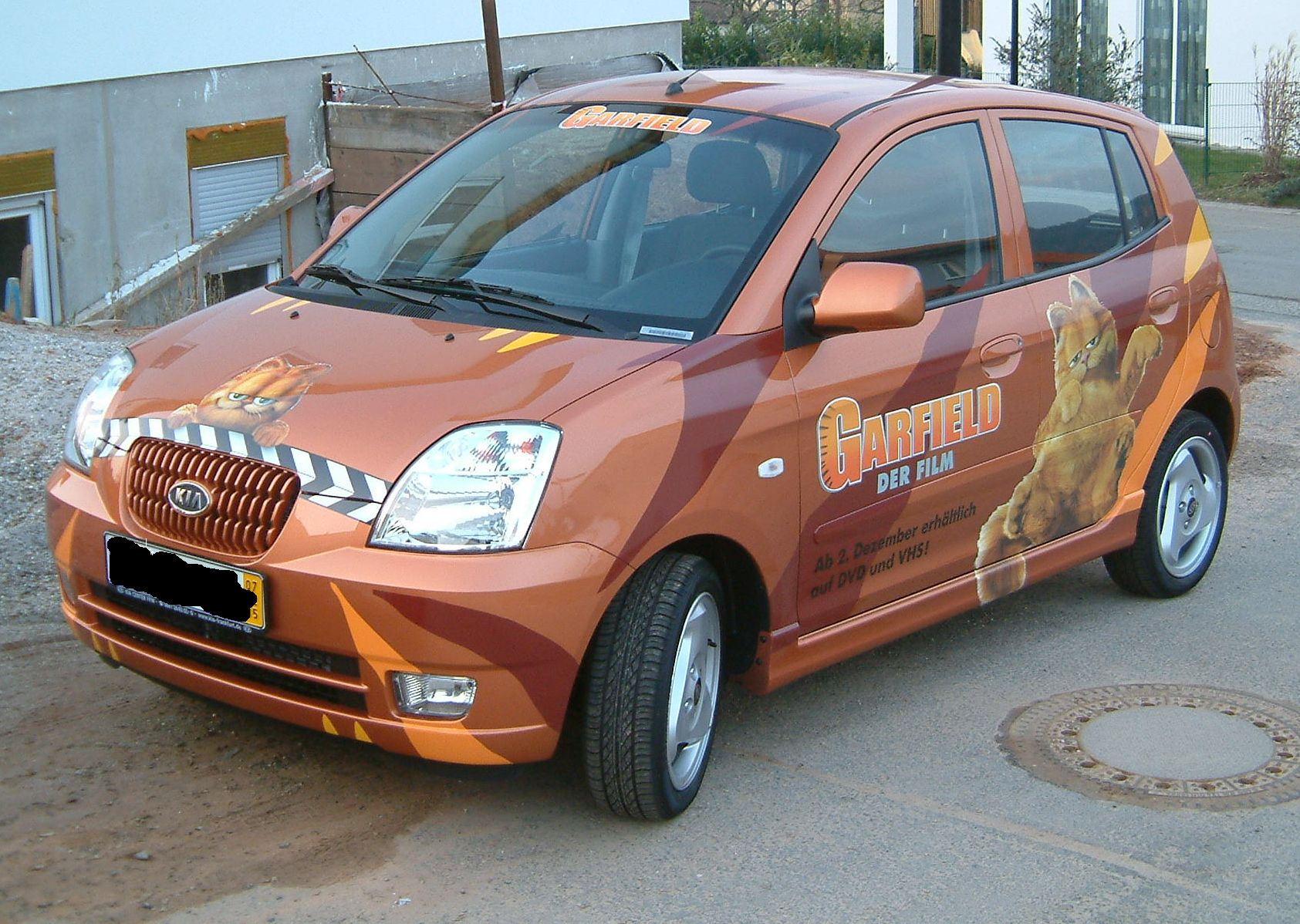
Kia Picanto „Garfield“ Gesamtansicht
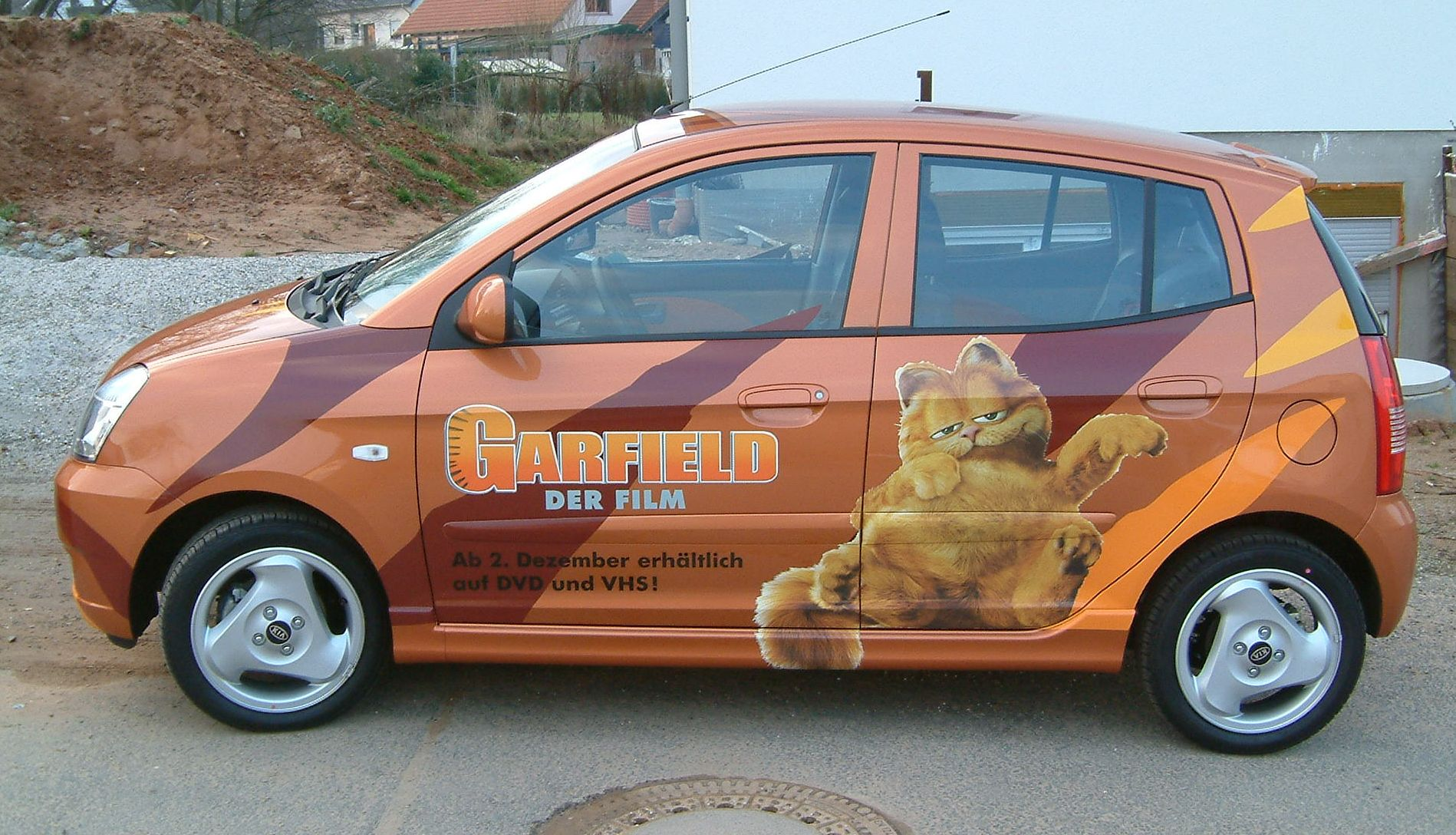
Kia Picanto „Garfield“ Seitenansicht
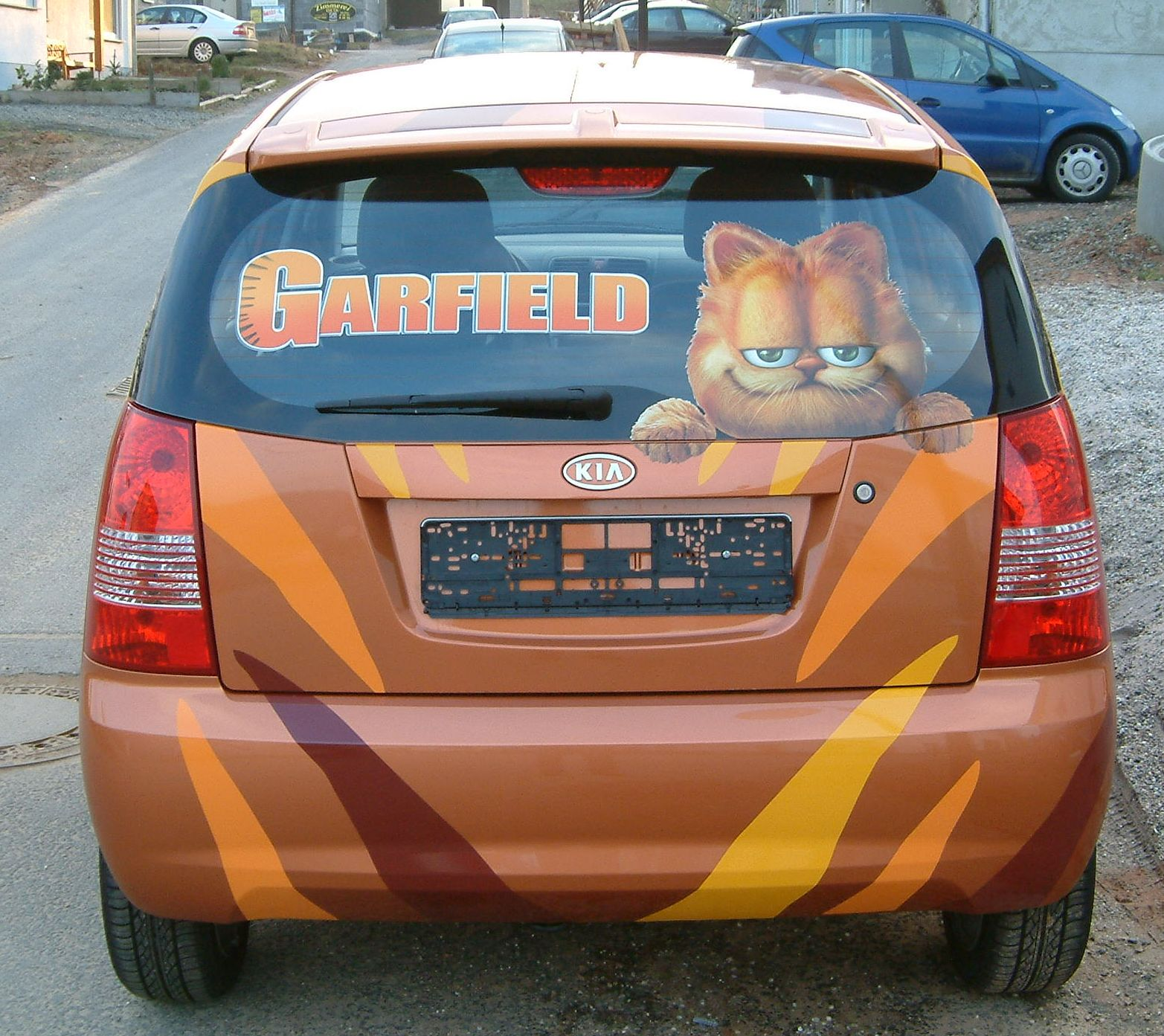
Kia Picanto „Garfield“ Heckansicht
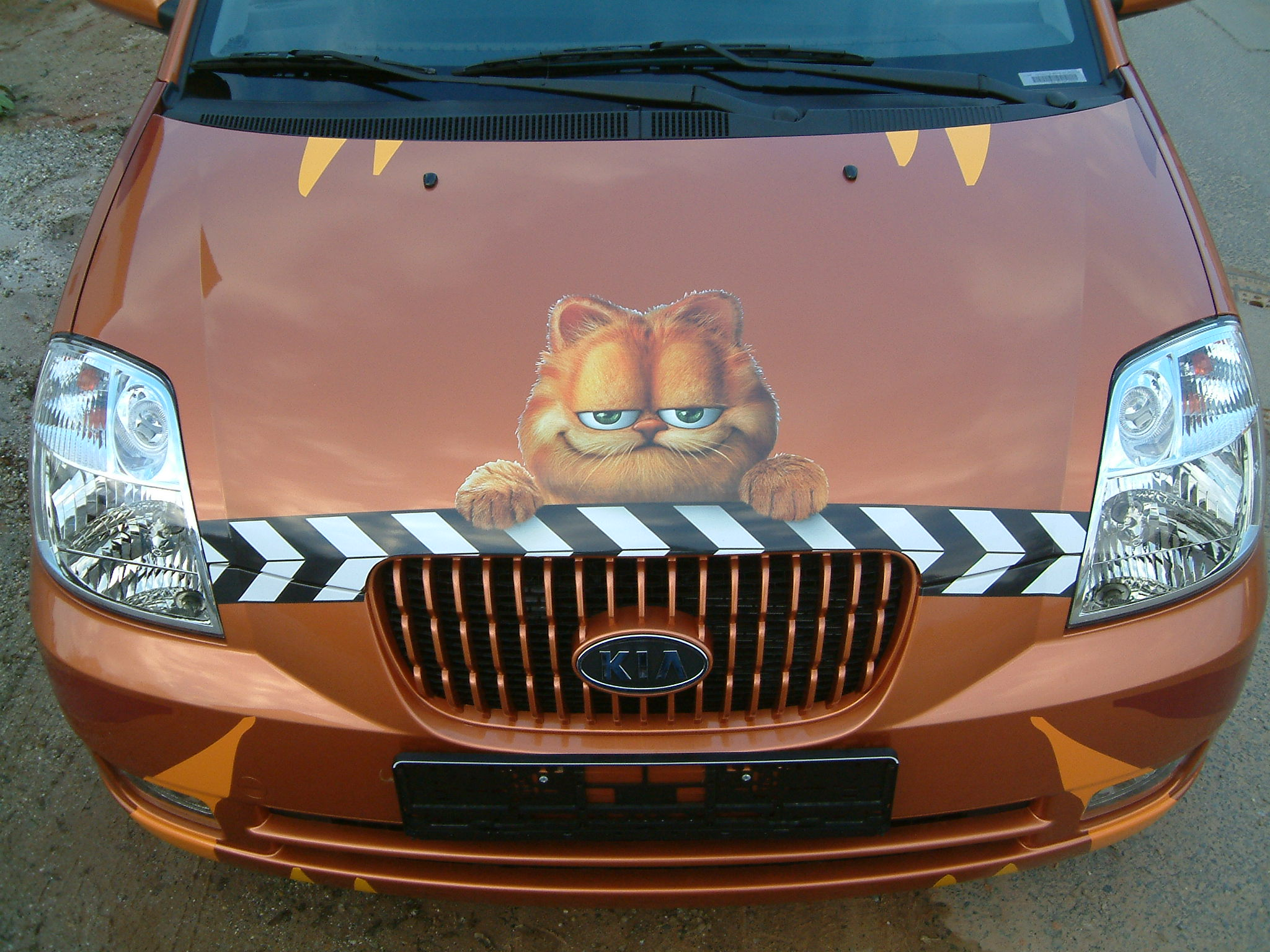
Kia Picanto „Garfield“ Motorhaube

## Design
Im Entwicklungszentrum Rüsselsheim wurde die Karosserieform (der Chefdesigner in Korea war Kang Lee) mitentwickelt, um es besser an den europäischen Geschmack anzupassen. Ebenso erfuhr das Fahrwerk eine feinere Abstimmung, die dem hiesigen Markt und Käufern gerecht wird. Rüsselsheim entwickelte den Dreizylinder-Dieselmotor eigenständig im „Dieselkompetenzzentrum“.
Das Design orientiert sich an den zeitgenössischen europäischen Kleinwagen und unterscheidet sich weitestgehend nur in der Seitenlinie von seinen Mitbewerbern.
- An der Front fallen die übergroßen, zurückgesetzten Klarglasscheinwerfer mit integrierten Blinkern und der ovale, im Stoßfänger integrierte und leicht vorspringende Kühlergrill auf. Diese Attribute verleihen dem Fahrzeug das typische „Kindchengesicht“ dieser Klasse. Hierin ähnelt er dem Citroën C2 oder dem Ford Fiesta.
- Die Seitenlinie ist recht weit hochgezogen und endet am Heck mit einem „Hüftschwung“, wie er zuletzt in den 1960er-Jahren üblich war, aber auch im beginnenden 21. Jahrhundert von den Automobildesignern gerne wieder verwendet wird. Dieses Merkmal teilt der Picanto mit dem BMW X3 und dem Hyundai Santa Fe.
- Das leicht abfallende Heck mit dem extrem kurzen Radüberhang, den großen Klarglasleuchteinheiten und der schwarz unterlegten Heckscheibe findet sich in ähnlicher Form auch beim Citroën C2 oder beim Chevrolet Kalos wieder.

## Modellpflegen
- Januar 2008

Bei dieser Modellpflege erhielt der Wagen Scheinwerfer in Tropfenform, wie sie auch gleichzeitig der Suzuki Alto und Opel Agila bekamen, nachdem sie 2003 mit dem Nissan Micra erschienen. Auch die Rückleuchten erhielten ausgeformte Ringe, wo zuvor glatte Linien verliefen. Solche zeigt nun die Mittelkonsole, deren glattere Gestalt aufgeräumter wirkt. Dabei verschwanden jedoch zwei Ablagen, eine größere unter dem nun doppelt so hohen Radio, sowie eine links des Lenkrads durch dortige Anbringung der Leuchtweitenregulierung.
Der Kühlergrill wurde kleiner, wabenförmig und in der Topausstattung chromdurchzogen. Dahinter arbeitete in nur noch wenigen Ländern der Diesel, welcher über Reimporte aber weiter nach Deutschland fand. Sonst waren die unveränderten Ottomotoren anzutreffen.
Die Topausstattung Cool erkennt man an Blinkern in den Seitenspiegeln.
Sicherheitsseitig gab es eine relevante Ergänzung: das erhältlich gewordene ESP. Es musste in jeder Ausstattung dazubestellt werden, in der Basis war es nicht erhältlich: Picanto Attract verfügen wie drei Viertel der Kleinstwagen von 2010 über kein ESP. Wohl auch deshalb wurde im November 2011 EU-weit das ESP zur Pflichtausstattung neu vorgestellter Modelle. Dem Attract fehlen auch hintere Scheibenbremsen, denn diese wurden nur noch mit dem ESP verbaut. Ein Vergleichstest der jeweiligen Bremswege fand nicht statt, Trommelbremsen verlängern diesen aber nicht unbedingt. Zudem enthält der Attract als einzige deutsche Ausstattung der Modellgeschichte keine Seitenairbags. Sein Preis war mit der Einstiegsvariante LX von 2004 dennoch gleich: 8700 Euro.
Komfortseitig fand ein USB-Anschluss ins Fahrzeug, zumindest in der Topausstattung Cool (→ Ausstattung). MP3-CDs spielte das Radio seit 2004, 2005 wurde es serienmäßig. Das Navigationssystem wurde nun portabel und stammte nicht mehr von Becker, sondern Clarion. Damit ausgestattete Fahrzeuge haben Seltenheitswert, ebenso das rein optisch wirkende Sportpaket. Außen verdunkelte es Frontleuchten und Schürzen, innen rahmten angedeutete Röhren in Aluoptik die Instrumente. Echtes Aluminium erhielten die Pedale.
Gelenkt wurde nun mit elektrischer Servounterstützung. Dabei unterstützt der Elektromotor nur noch tatsächliche Lenkvorgänge, während eine hydraulische durchweg Öldruck für eventuelle Lenkmanöver aufbaut. Die neue Lenkung wertet der ADAC besser als die hydraulische (Note 3,1 zu 3,7). Die Elektronik kann einen künstlichen Lenkwiderstand aufbauen, der bei hohen Geschwindigkeiten mehr Stabilität vermittelt. Das Lenkrad erhielt das cee'd-Design, sein Lederbezug jedoch Kritik aufgrund dessen geringer Rutschfestigkeit. Hier bringt dem Attract seine Minderausstattung einen Vorteil.

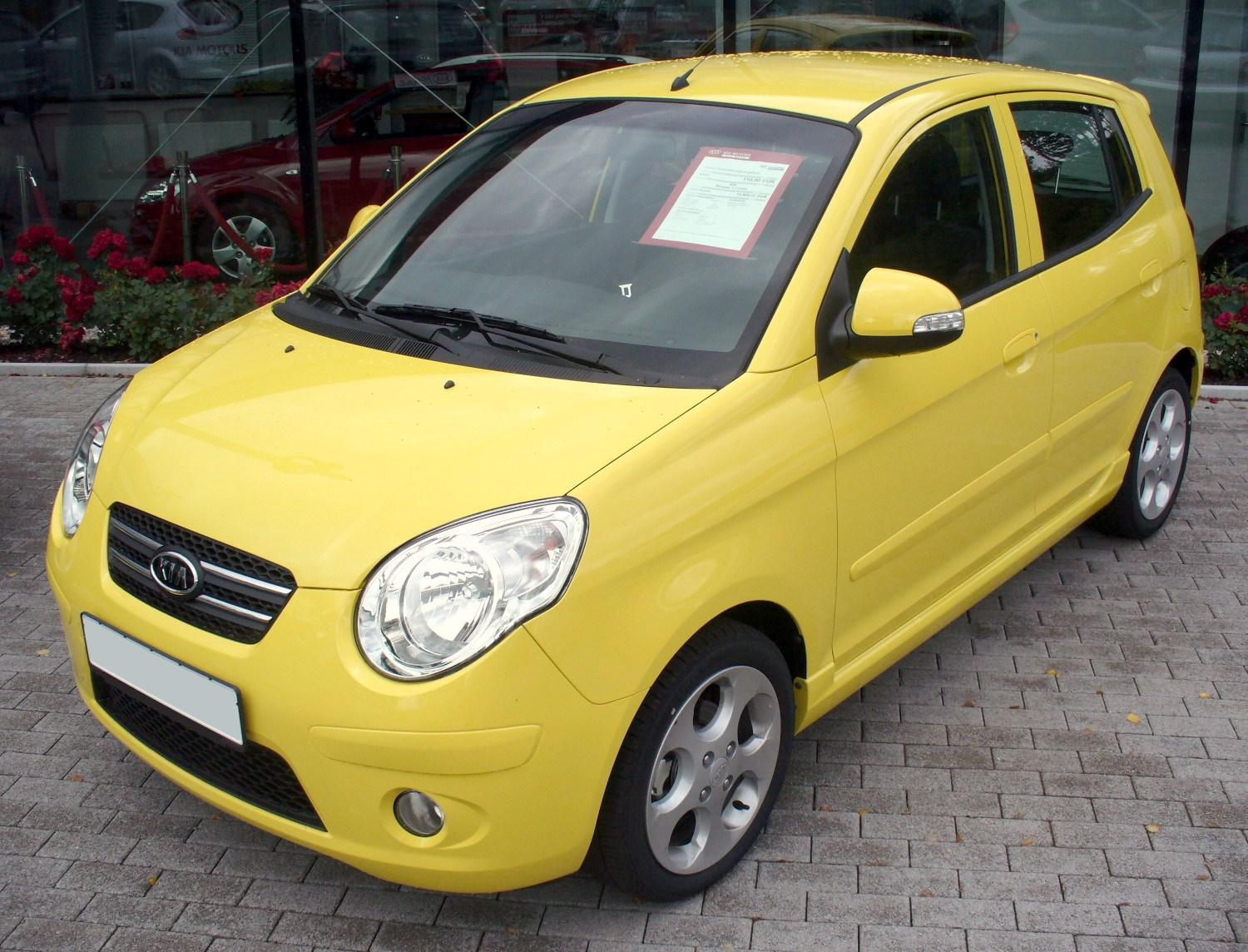
Spiegelblinker und Chromgrill der Topausstattung Cool neben den neuen Leuchten vorn …
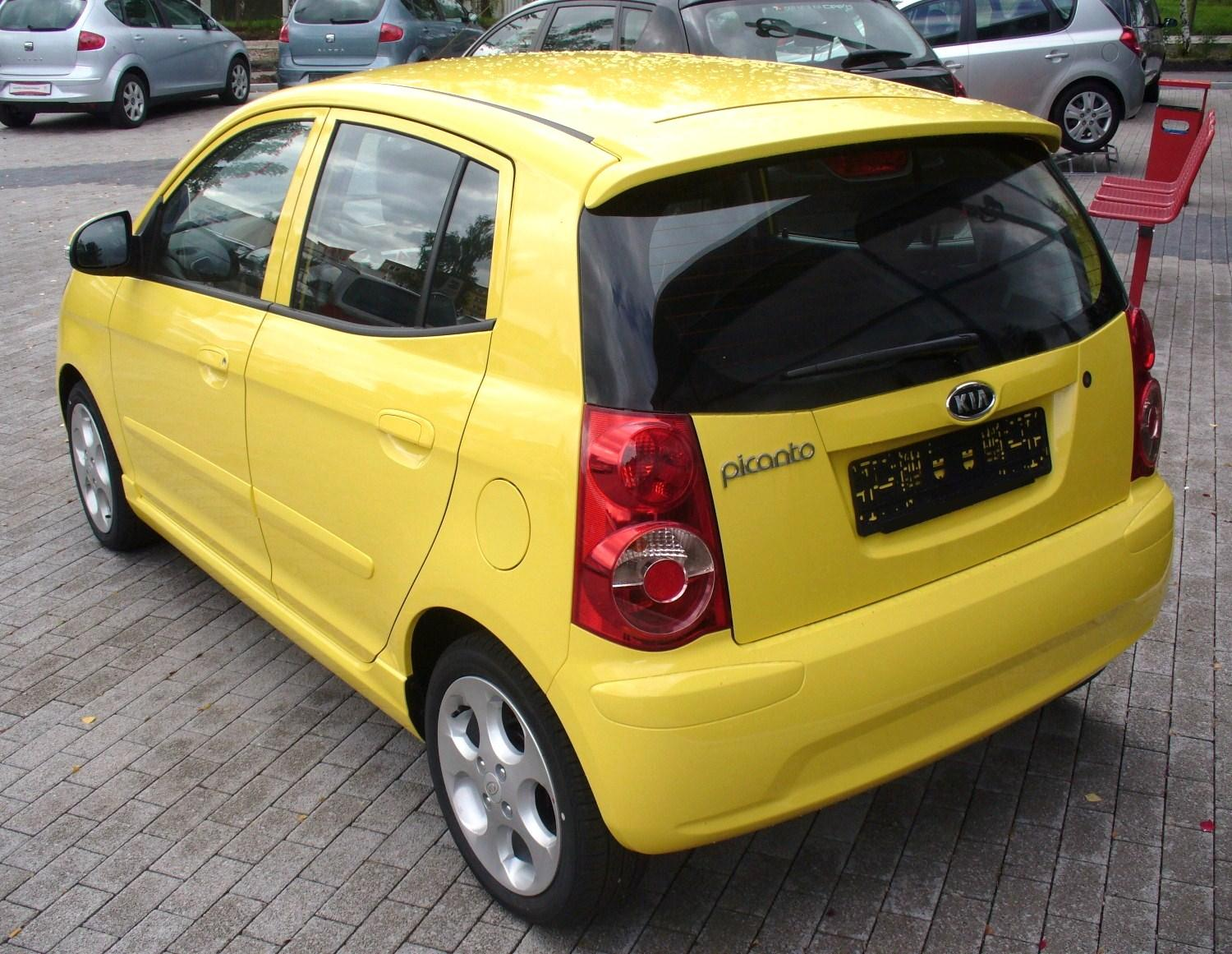
… und am Heck.

- Juni 2009

Diese Modellpflege blieb zunächst Südkorea und Vietnam vorbehalten, im Folgesommer 2010 erreichte sie Europa, im November Deutschland. Primär dynamisierte sie die Optik, im Detail hob sie den Komfort: Erstmals waren eine Rückfahrkamera (Anzeige im Innenspiegel) und eine Klimaautomatik erhältlich. Schwarz-silberne Felgen, senkrechte Nebelscheinwerfer, abgedunkelte Leuchten und eine angedeutete „Tiger Nose“ waren die äußeren Kennzeichen der Topausstattung, zu der nun ein Klappschlüssel Zugang gewährte. Innen wurde eine Volllederausstattung in schwarz oder cremefarben bestellbar. Eine andere Neuerung wurde serienmäßig und ging als einzige gleich in den Export: das Lenkrad in der Optik des Soul. Auffindbar ist diese Modellpflege anhand der neuen Ausstattungen Vision und Spirit, welche die früheren ersetzten.

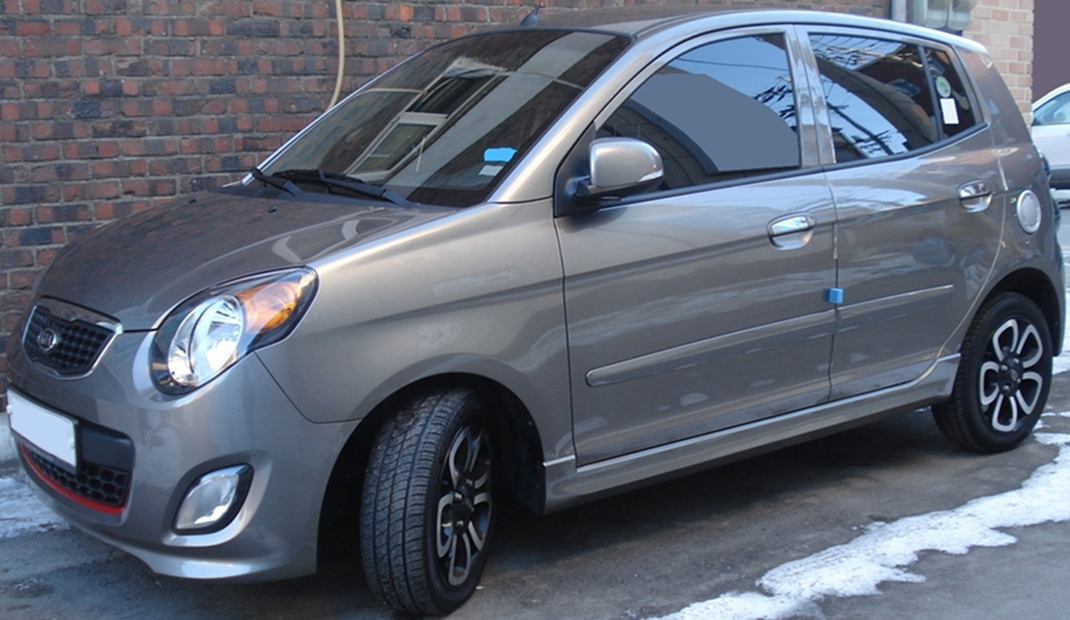
Frontansicht der Topausstattung SLX
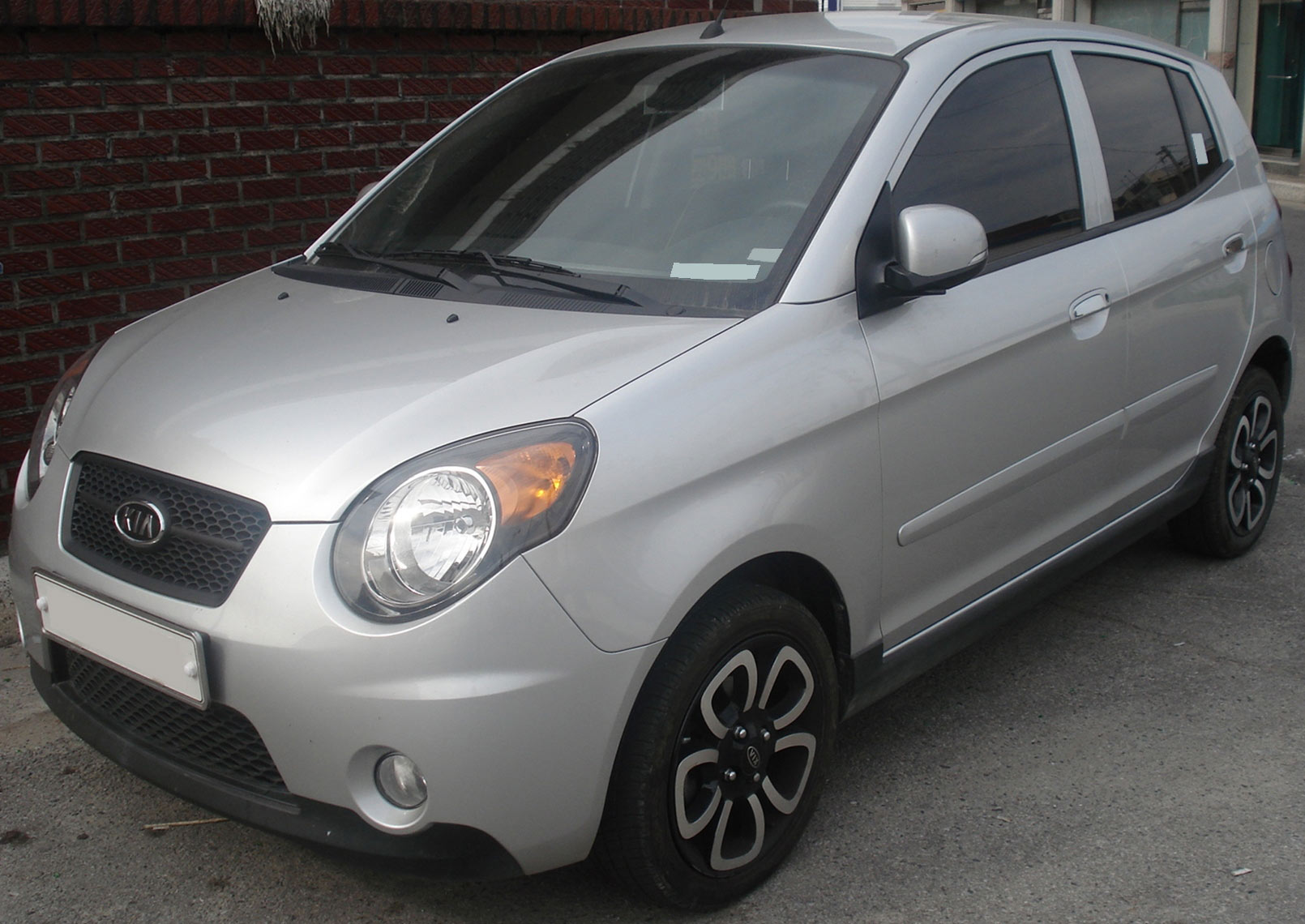
… und mittleren Variante (mit optionalen Felgen).
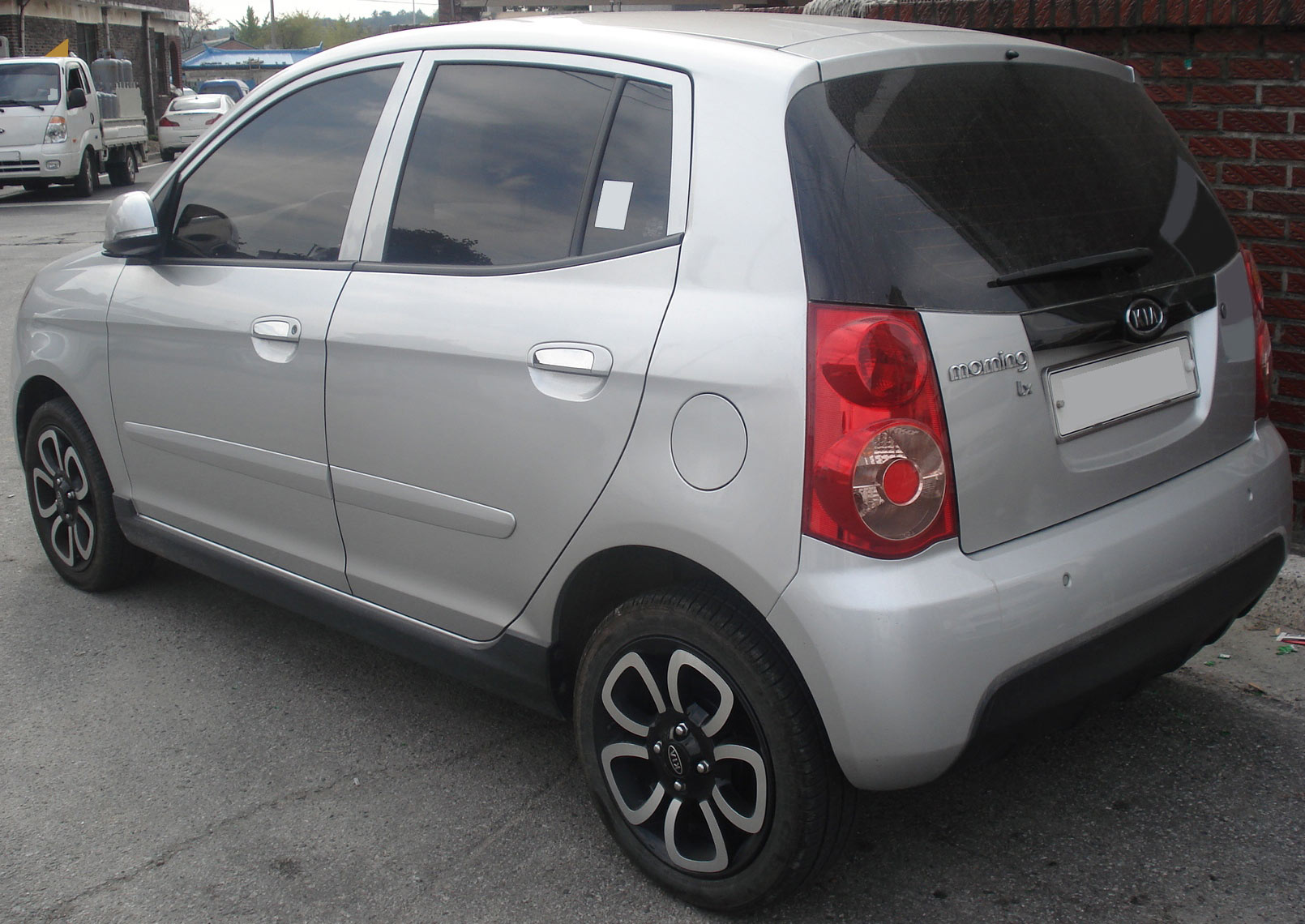
Heck (Normalausstattung)
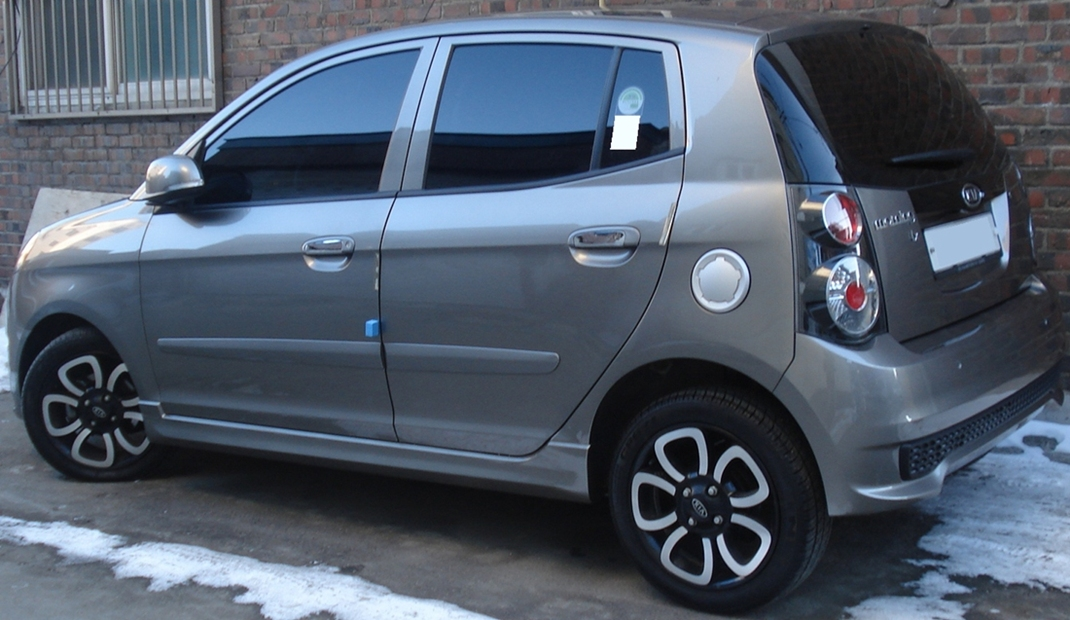
Heck (Topausstattung)

- Januar 2010

Seit dem Jahresbeginn 2010 in Europa neu zugelassene Kia erhalten die 7-Jahres-Herstellergarantie (Details).
- November 2010

Zum Modelljahr 2011 wurde in Deutschland das ESP serienmäßig und der Ottomotor erreichte Euro 5. Bis auf Lederausstattung und Rückfahrkamera waren in Europa nun alle Elemente der Modellpflege 2009 erhältlich, so in der deutschen Toplinie Spirit, in der nur die dunklen Leuchten und zweifarbigen Felgen optional blieben.

## Crashtest
Nur drei Sterne (von fünf möglichen) für die Insassensicherheit erreichte der Picanto des Baujahres 2004 im EuroNCAP Crashtest 11/2004 (ebenso der o. a. Fiat Panda). Das Ergebnis des Kinderschutzes fiel mit vier von fünf Sternen besser aus.
Die Ergebnisse im Detail:
- 17 Punkte gesamt
- 3 Sterne von 5 Sternen gesamt
- 4 Sterne von 5 Sternen im Kinderschutz
- 1 Stern von 4 Sternen im Fußgängerschutz

Als gravierende Mängel wurden angesehen: Bremspedal und Lenkrad schoben sich in Richtung des Innenraumes; harte Teile hinter dem Armaturenbrett bergen eine Verletzungsgefahr; trotz Gurtstraffer und -begrenzer wurden erhöhte Belastungen im Brustbereich festgestellt.

## Zuverlässigkeit
In einer 67.000 Fahrzeuge umfassenden Umfrage wählten 2010 Leser des Magazins „Which? Car“ den Picanto der Baujahre 2007 bis 2009 zum zuverlässigsten Modell. Ergebnisse der älteren Baujahre behielt die Verbraucherorganisation der Printausgabe vor. Erfragt wurden Pannen, Fehler und unerfreuliche, aber folgenlose Eigenschaften wie Quietschgeräusche.
J.D. Power-Umfragen zu den Baujahren 2006 bis 2011 zeigen eine segmentübliche, konstante Zuverlässigkeit der Mechanik. Das Interieur wandelte sich von unter- zu überdurchschnittlich, Karosserie und Lack waren die durchweg segmentbesten. In der Umfrage 2012 erlangte auch die Mechanik die Bestnote. Bewertet wurden jeweils ein- bis dreijährige Fahrzeuge durch 17.000 britische Autobesitzer.
Das bestätigt der DEKRA-Gebrauchtwagenreport. Sein Vorteil liegt in Aussagen zur Langzeithaltbarkeit. Er teilt dazu aber nicht in Baujahre, sondern Fahrleistung ein. In der Klasse ab 100.000 km beträgt die Karosserie-, Rahmen- und Innenraummängelquote nur ein Fünftel der anderen Kleinstwagen. Die Antriebs- und Abgasprobleme sind um 40 % seltener als klassenüblich. Nach oben weicht der Picanto aber bei der Bremsleistung ab. Hier sind Sättel und Scheiben 30 % häufiger als bei anderen Kleinstwagen abgenutzt. Dazu könnte die segmentunübliche Autobahnnutzung beitragen. Am häufigsten sind ab 100.000 km die Elektrik- und Lichtmängel. Jedes zweite Fahrzeug weist sie auf, der Picanto mit 54 % etwas häufiger als die klassenüblichen 48 %. In den drei Mängelkategorien (keine, geringe, erhebliche) zeigt er leicht bessere Ergebnisse als die anderen Kleinstwagen.
In der Gesamtzufriedenheit ermittelte der ADAC 2012 ein Ergebnis leicht über dem Klassenmittel. Hier wurde nicht explizit nach der Zuverlässigkeit gefragt, sondern vom Komfort bis zur Wirtschaftlichkeit das allgemeine Empfinden von Besitzern der Jahrgänge 2008 bis 2010 erfragt. Alle Kleinstwagen wurden dabei zwischen 50 und 70 auf einer Skala von 100 eingereiht.
Folgende Mängel sind fahrzeugtypisch:
ABS-Ringe (vor 2006)
Vereinzelt kam es zu gesprungenen ABS-Ringen. Diese Zahnräder drehen sich mit den Radachsen. Ihr Wechsel von Vertiefung und Erhöhung ermöglicht eine induktive Drehzahlermittlung. Ein gesprungener Ring führt zu unterschiedlichen Ergebnissen an derselben Achse. Das ABS vermutet ein Rutschen und beginnt zu regeln – scheinbar grundlos. Aufgrund der geringen Differenz der Drehzahlen klingt auch das ABS-Geräusch ungewöhnlich, hörbar wird es meist bei sanftem Bremsen um 20 km/h. Bei unplausibel großen Differenzen erscheint schließlich die ABS-Warnleuchte. Grundlage des Problems ist Korrosion. Sie führt zu leichter Expansion der Ringe und überlastet dieselbigen.
Motoren
Bis zum Herbst 2006 enthielten die Antriebe Bauteile, die zu weich oder im falschen Maß verbaut waren und so bei manchen Fahrzeugen zu Problemen führten.
- Ottomotoren (bis Herbst 2006)

Das Zahnriemenstirnrad kann bei bestimmten Exemplaren geringfügig Spiel bekommen. Die Folge sind schlechteres Anspringen, unrunder Leerlauf und Leistungsverlust. Dadurch verschleißen die Bauteile vorzeitig, in seltenen Einzelfällen wird von Motorschäden berichtet. Betroffen ist der Fahrgestellnummernkreis von KNEBA243#4T000001 bis KNEBA243#5T168738 (produziert bis Herbst 2006). Erkennbar ist die Problematik an einer schwarzen statt silbernen Befestigungsschraube am Stirnrad der Kurbelwelle. Sie ist 5 mm zu kurz, so dass im Werk durch die vorgesehene Anziehkraft das Gewinde beschädigt worden sein kann. Dadurch greift es unzureichend, das Stirnradritzel kann sich leicht bewegen und den Zahnriemen nicht mehr exakt weiterführen. Dadurch passen die Umdrehungen der Kurbelwelle nicht mehr zu jenen der Nockenwelle. Die Befestigungsschraube ist am besten aus dem Radhaus der Beifahrerseite zu sehen. Auf der Seite befindet sich der Antriebsriemen für die verschiedenen Aggregate.
Der Mangel wurde in der Regel bei einer Inspektion durch Tausch der Schraube selbsttätig beseitigt und im Serviceheft und Garantiesystem des Herstellers vermerkt. Bemerkt wird der Fehler meist binnen der ersten 50.000 km Laufleistung. Bei Kurzstreckennutzung wird die aber erst lange nach der damaligen Garantiezeit von drei Jahren erreicht. Dennoch zeigt sich der Hersteller kulant bei der Kostenbeteiligung. Unterbleibt der Schraubenwechsel bei obigen, hörbaren Problemen, bekommen Zahnrad und Kurbelwelle weiteres Spiel.
- Dieselmotoren (vor 2007)

Der 1,1L-Dreizylinder enthielt bis Ende 2006 Materialien im Getriebe, die zu dessen frühzeitigem Verschleiß führten (Details). Zu Fahrzeugen mit dem neuen Getriebe gibt es keine Problemberichte.
Rost
Fahrer berichten von vier rostanfälligen Bereichen. Die betroffenen Teile wurden von KIA auf Wunsch getauscht, auch bei rein kosmetischem Flugrost. Da eine Rückrufaktion jedoch für drei der Stellen ausblieb, kann es weiterhin Fahrzeuge mit diesen Roststellen geben. Hier lohnt eine entsprechende Prüfung. Die vertraglich zugesicherte, sechsjährige Durchrostungsgarantie umfasst wie bei allen Herstellern nur sehr wenige Fälle.
Das schwedische Material-Forschungsinstitut swerea KIMAB prüfte die Fugen an den 30 meistverkauften Fahrzeugen Skandinaviens der Modelljahre 2004 und 2005. Den Picanto ordnete es in die Schlussgruppe ein. Geprüft wurde der Zustand nach drei Jahren normaler Nutzung. Der einzige Kleinstwagen neben dem Picanto war der Nissan Micra mit einem sehr guten Ergebnis für den 2003 gestarteten Typ K12. Dessen Vorgänger K11 erzielte ein mittleres Ergebnis. Statistiken zu späteren Baujahren sind nicht öffentlich, aber Beschwerden von Fahrern finden sich nur für die Bauzeit vor dem Sommer 2007. Das deckt sich mit den Statistiken, sie bewerten die Karosserie ab 2006 sehr gut.
- Quertraverse

Häufig rostete vor 2006 die obere Quertraverse zwischen Motorraum und Lüftungseinlass unterhalb der Gummidichtung. Beim Nachprüfen ist Vorsicht anzuraten, da das verwendete Blech scharfkantig ist. Es wurde offenbar vor dem Einbau nicht entgratet, wodurch auch der Lack nicht optimal haftet. In der umhüllenden Gummidichtung staut sich das Wasser an der nun unlackierten Stelle, welche nach kürzester Zeit Rost bildet. Das Bauteil wurde im Garantierahmen getauscht.
- Sitzschrauben

Bis zum Sommer 2007 wurden rostanfällige Schrauben in den Führungsschienen der Sitze eingebaut. Dauerhaft behoben wurde dies durch den Austausch gegen die späteren, rostbeständigeren, so nötig inklusive der Führungsschienen. Alternativ wäre eine Versiegelung nach Entfernung des Rosts möglich.
- Hebel zur Öffnung des Tankdeckels

Bis zum Sommer 2007 neigte auch der Hebel neben dem Fahrersitz, welcher den Tankdeckel öffnet, zum Rosten. Der rein kosmetische Mangel wurde durch Austausch behoben, da das Material jedoch gleich blieb, ist alternativ ein Abschmirgeln und Streichen mit Rostschutzfarbe möglich.
- Rücksitzlehnen

Leichter Flugrost entstand bis Sommer 2006 an den Rücksitzlehnen. Er wird nur sichtbar, wenn man die Reißverschlüsse der (abnehmbaren) Bezüge öffnet. Ein harmloser Mangel, über dessen Beseitigung man sich mit seinem Autohaus verständigen sollte.
Tankeinfüllstutzen
Eine Dichtung am Tankeinlass konnte bei sehr salzigem Sprühnebel verspröden und dadurch Kraftstoff austreten lassen. Das Problem wurde durch eine Rückrufaktion 2010 behoben, betroffen waren Picantos der Bauzeit 13. Oktober 2009 bis 8. Februar 2010. Die Aktion wurde im Serviceheft und elektronischen Garantiesystem KIAs vermerkt.
Ausgeblichene Schachtleisten (vor 2005)
Bei den Modellen bis Ende Baujahr 2004 kann es dazu kommen, dass die schwarzen Gummileisten unterhalb der Seitenscheiben vergrauen und fleckig werden. Dies ist ein Mangel, der i. d. R. auf Garantiebasis beseitigt wird. Spätere Modelle erhielten ein weicheres, wetterbeständiges Material.
Wegfahrsperre (vor 2007)
Manche Picanto sprangen erst nach mehreren Startversuchen an. Hier war die Antenne der Wegfahrsperre defekt. Sie empfängt vom Zündschlüssel den fahrzeugspezifischen Code und gibt dann Zündung und Benzinzufuhr frei. Die Antenne ist ringförmig um das Zündschloss eingebaut und wurde als Teil der Motorsteuerung von Bosch zugeliefert.
Kreischen
Bei extrem tiefen Temperaturen (unter minus 10 Grad) ist vereinzelt ein Kreischen aus dem Motorraum beim Anlassen zu hören. Das Geräusch verschwindet aber nach wenigen Sekunden. Die Ursache ist möglicherweise der Anlasser. Das Fahrzeug sollte zur Untersuchung durch das Autohaus dort eine Nacht bei strengem Frost verbringen.
Quietschen (vor 2005)
Ein Quietschen an der Hinterachse erklang nach mancher durchparkten, feucht-kalten Nacht. Dieses Quietschen verschwindet meist nach erstem, leichten Bremsen. Der Fehler ist KIA bekannt, die Werkstätten tauschen die hinteren Bremsbeläge, die durch die Feuchtigkeit leicht aufquollen, kostenlos aus.

## Konzernverwandtschaften
Der Hyundai Getz der Konzernmutter Hyundai teilt sich mit dem Picanto zahlreiche technische Details. So stammen die Ottomotoren aus dem Hyundai-Regal, der Dieselmotor hingegen fand den umgekehrten Weg: von KIA zu Hyundai.

## Motorisierungen
|                                            | 1.1                                       | 1.1 CRDi                                     |
| ------------------------------------------ | ----------------------------------------- | -------------------------------------------- |
| Bauzeitraum                                | 2004–2011                                 | 2006–2008                                    |
| Motor                                      | Ottomotor                                 | Dieselmotor                                  |
| Motorbauart                                | Reihen 4-Zylinder (Baureihe Epsilon iRDE) | Reihen Dreizylinder-Common-Rail (Baureihe U) |
| Hubraum                                    | 1086 cm³                                  | 1120 cm³                                     |
| Hub × Bohrung                              | 77 mm × 67 mm                             | 84,5 mm × 75 mm                              |
| max. Leistung bei 1/min                    | 48 kW (65 PS)/5500                        | 55 kW (75 PS)/4000                           |
| max. Drehmoment                            | 97 Nm bei 2800/min                        | 153 Nm bei 1900–2750/min                     |
| Getriebe, serienmäßig                      | 5-Gang-Schaltgetriebe                     | 5-Gang-Schaltgetriebe                        |
| Getriebe, optional                         | 4-Gang-Automatik                          | –                                            |
| Antrieb                                    | Frontantrieb                              | Frontantrieb                                 |
| Beschleunigung, 0 bis 100 km/h in s        | 15,1 [17,9]                               | 16,0                                         |
| Höchstgeschwindigkeit, km/h                | 154 [144]                                 | 162                                          |
| Leergewicht in kg                          | 929 [947]                                 | 1050                                         |
| Kraftstoffverbrauch kombiniert in l/100 km | 5,0 [6,0]                                 | 4,2                                          |
| CO2-Emission, kombiniert in g/km           | 118 [143]                                 | 112                                          |
| Abgasnorm nach EU-Klassifikation           | Euro 4                                    | Euro 4                                       |

- Anmerkung: Die Verbrauchs- und Emissionsangaben schwanken je nach Bereifung. Das Leergewicht variiert nach Ausstattung.

### Gasantrieb
Der 1,1-Liter-Ottomotor lässt sich auf Flüssiggas (Autogas, LPG) umrüsten. Der Gastank findet seinen Platz in der Reserveradmulde, der Gastankstutzen passt rechts neben den Benzintankstutzen unter den Tankdeckel und ist somit von außen nicht sichtbar. Die Füllstandanzeige für den Gasvorrat kann in der Ablage unter dem Radio platziert werden.

### Steuerklassen
- Deutsche Versionen: D4 (Euro 4)
- Importversion: D3 (nicht in allen Fällen)

## Daten und Details

### Maße und Gewichte
- Länge: 3495 mm
- Breite: 1595 mm
- Höhe: 1480 mm
- Radstand: 2370 mm
- Spurweite: vorne: 1400 mm, hinten: 1385 mm
- Zulässiges Gesamtgewicht: 1350/1410 kg (Ottomotor/Diesel)
- Kofferraumvolumen: 105(116/127) bis 868 Liter (je nach Neigungsgrad der Rückenlehnen der Rücksitzbank)
- Tankinhalt: 35 Liter
- Anhängelast: 400/700 kg (ungebremst/gebremst) bei 1,1-Liter-Motor und CDRi
- Anhängelast: (nicht zulässig)/400 kg (ungebremst/gebremst) bei 1,1-Liter-Motor mit Automatik
- Stützlast: 28 kg (25 kg mit Automatik)
- Vier oder fünf (nur in der Importversion) Sitzplätze

### Technische Daten
- Zweikreis-Bremssystem mit Bremskraftverstärker
- Vier-Kanal- und Vier-Sensoren-ABS mit EBD
- Felgengröße: 4,0Bx13, 4,5Jx14 oder 5,5Jx15 bei Ottomotoren bzw. 5Jx14 bei CDRi
- Bereifung: 155/70 R13, 165/60 R14 oder 175/50 R15 bei Ottomotoren bzw. 175/60 R14 (CDRi)
- Wendekreis: 9,95 m
- Vorderachse: MacPherson-Federbeine, Dreieckslenker und Stabilisator
- Hinterachse: Verbundlenkerachse mit Schraubenfedern

### Ausstattung (Deutschland)
Zur Modelleinführung 2004 gab es die zwei Ausstattungsvarianten LX und EX. Der 1.1 CDRi wurde überwiegend als LX angeboten (als EX extrem selten), hatte abweichend zum 1.1 Ottomotor serienmäßig 175/60 R14 Bereifung. Die Basisausstattung LX umfasst Fahrer- und Beifahrerairbag, Seitenairbags vorn, ABS, elektronische Bremskraftverteilung, 5 Türen, 4 Sitzplätze, 4 Dreipunktgurte, 4 Kopfstützen, Radiovorbereitung, Reifendichtset, Lederlenkrad, Lederschaltknauf, asymmetrisch geteilt umklappbare Rücksitzlehne, Zentralverriegelung (ohne Fernbedienung). Die EX-Ausstattung beinhaltet darüber hinaus eine Klimaanlage, serienmäßig eine Servolenkung, die optional auch für die LX-Ausführung angeboten wurde. Zur Modellpflege 2008 wurden die Ausstattungslinien LX und EX durch die Ausstattungen Start und Cool ersetzt. Anfang 2009 wurde Start durch Attract ersetzt, Mitte 2009 Cool durch Spirit und Vision. Ab 2011 wurde das Sondermodell Sun Edition angeboten.

#### Lieferbare Extras
Alle: Metalliclackierung, CD-Radio + Fußmattensatz, portables Navigationssystem

START: ESP, Klimaanlage

COOL: ESP, Sitzheizung vorn, Sport-Frontgrill, Aluminiumpedale, 4-Stufen-Automatikgetriebe

#### Sicherheitsausstattung
- Sicherheitsfahrgastzelle mit Seitenaufprallschutz
- Fahrer und Beifahrer Fullsize(SRS)-Airbag
- Seitenairbags vorne
- Gurtstraffer und -begrenzer
- ABS, EBD (Brake-force Distribution, elektronischer Bremskraftverteilung)
- Scheibenbremsen vorn innenbelüftet, hinten Trommelbremsen (Start) bzw. Scheibenbremsen (EX, Spirit)

#### Farben
Der Picanto war in Unilackierung in den Farben Weiß, Schwarz, Rot und Gelb lieferbar. In Metalliclacken in den Farben Orange, Grün, Hellblau, Dunkelblau, Gelb und Silber lieferbar. (Die Farbnamen beim Automobilhersteller stimmen nicht mit den o.a. überein.)

### Unterschiede zu Importversionen
Die Unterschiede sind vielfältig und hängen immer davon ab, aus welchem Land der Picanto importiert wurde.
Folgende Merkmale können sich von der deutschen Version unterscheiden, auch wenn es sich um eine EU EX-Ausstattung handelt:
- keine Seitenairbags
- keine Alufelgen
- keine lackierten Kunststoffteile und Stoßfänger
- keine aluminiumfarbenen Applikationen am Armaturenbrett in der EX-Version
- kleinere 1,0-Liter-Maschine
- plus zusätzlichem Sitzplatz auf der Rücksitzbank in der Mitte
- Rücksitzbanklehnen nicht in der Neigung verstellbar
- Euronorm E2 statt E3, durch nicht durchgeführtes Abgasgutachten des Importeurs
- beige Innenausstattung (hellgraue Teile des Armaturenträgers sind dann beige – die Sitze sind statt schwarz mit rot, orange oder blau unifarben in beige.)

## Motorsport
In Spanien und Polen finden (teils offizielle) KIA Picanto-Cups statt. Diese sind vergleichbar mit Cup-Serien anderer seriennaher Fahrzeuge.